# 约翰·贝茨·克拉克
约翰·贝茨·克拉克（John Bates Clark，1847年1月26日—1938年3月21日）又稱大克拉克，是美国新古典经济学家。他是边际主义革命的先驱之一，也是制度经济学学派的反对者，他的大部分职业生涯是在哥伦比亚大学担任教授。

## 传记
克拉克在罗得岛州普罗维登斯出生与成长，25岁时毕业于马萨诸塞州的阿默斯特学院。从1872到1875年，他在苏黎世大学和海德堡大学跟隨卡尔·克尼斯（经济历史学派的领导者）做研究。在他的职业生涯的早期，克拉克的作品中反映了他的德国社会主义背景并且展示了他对资本主义的批判。然而，在于哥伦比亚大学任教授时，他的观点逐渐转向支持资本主义。之后，他以资本主义系统的主要倡导者为人所熟知。

## 理论作品
自1877年回國后，克拉克发表了几篇之后大多数编辑在了《哲学财富》（1886年）中的文章。他在其中制定了边际效用的理论的最初版本，该原则（边际效应原则）由杰文斯（1871年）、门格尔（1871年），以及瓦尔拉斯（1878年）发表。
直至1886年，克拉克才是一个拥护他德语老师的观点：竞争不是通用的补救办法——尤其不是对于固定工资（的补救办法）的社会主义虔诚基督徒。克拉克写道：
|  | 赞颂竞争是危险的一个错误，这是如此严重，并把对它所有方面的攻击视为革命性。……我们不吃人……但是我们用如此间接和精制的方法做到了，它（我们是食人族）通常不会发生在我们身上。 |

他希望通过镇压和改革来打击共产主义：
|  | 在共产主义的拥护者中，大部分仅仅是杀气腾腾的，这只能算是凶手的命运。 ……在这个国家大部分宣称永远是共产党人的可能具有无价值或犯罪性质。 |

根据克拉克的观点，只有“……资本联盟需要劳动联合”才能实现工资通过仲裁来获得和固定。
这种关于公平工资的观点在1886年发生了变化：「克拉克自己，被记得唱着《财富哲学》的竞争厄运的赞歌。但是现在……他改变了他的观点，并建立了一套基于竞争的经济法律体系。」 写道霍曼（1928年）和埃弗雷特（1946年）发现：「不久之后在编写《哲学财富》时，克拉克却开始捍卫竞争系统。 是什么引起了变化，不得而知。我们最多可以这么说。当他写《财富分配》时，他确信纯粹的竞争是经济秩序获得正义的自然和正常的法律。」 导致这种重新定位的一个原因可能是芝加哥干草市场骚乱事件（1886年），当时一些罢工者被枪杀，其他人被绞死。在美国，它导致来自社会主义改革者的高等教育的大清洗和Knights of Labor（美国最大的劳工组织）的破坏。
1888年，克拉克写了《资本及收益》。法兰克·菲特后来反思了贝茨编写这项工作的动机：
|  | 迅速刺激克拉克的可能来源是当代单一税务的讨论。……当时的事件正好在单一的税收宣传中快速挤在一起。亨利·乔治的《进步和贫穷》……比任何写过的任何其他书的美国人都为更大的一笔买卖。……当时在公众眼中没有其他的经济问题与《进展和贫穷》的理论有可比的重要性。《资金及其收益》「……在纯理论的论述下……但是……人们几乎无法在几乎每一页上看到当代单一税务讨论的反映。在简短的序言中，人们表示希望“可以发现这些原则解决了农业社会主义问题」。 反复的讨论转向为「资本在土地上的自我投资，」…… |

克拉克进一步工作的基础是竞争：“如果没有什么可以抑制竞争，那么进步将永远持续下去”。 克拉克说道：「科学的适应性……是经济的达尔文主义……虽然过程是野蛮的，其提供的产出不完全是罪恶的。野蛮的生存力是强悍的、长期的、充满希望的。」 这是发展他那令他著名该理论的基础：鉴于生产劳动力和资本的竞争和同质因素，社会产品的重新分配将根据劳动力和资本单位的最后实际投入的生产率来确定。这个定理是新古典微观经济学的基石。克拉克在1891年 阐述了它并在1899年的「财富分配」做了更加详细的描述。 后来由约翰·阿特金森霍布森（1891年）和菲利普·威克斯蒂德（1894年）独立制定了相同的定理。从该理论得到的政治信息是：「根据自然法，社会各阶层得到的是它对工业总产出的贡献的比例。」
克拉克的结论依赖于最后一单位劳动的边际产出-一小时的无效产出比上最后一单位的物质资本。对他而言，异质资本作为同质资本和确定最后一单位「利润」的生产效率有第二种社会形式 。这重申卡尔·马克思的观点，即商品具有异质的自然形态（Naturalform），也有其对立面--同质的价值形式（Wertform）。克拉克可能已经从他的德国时代知道了这种马克思主义建构思想并且因这种相似性而受到指责。
克拉克的资本主义没为多种生产方式匹配上各个不同的生产结构。它是抽象的、永不灭亡的、永不过时的握「工作的人类」 手上的像田野（土地）或瀑布（水资源）的「伟大工具」，也被克拉克称为资本。
克拉克关于资本概念的论证方面可追溯于英国剑桥剑桥大学经济系和美国马萨诸塞州麻省理工学院之间自1954年至1965年的争议。
保罗·塞缪尔森1947年版的经典教科书《经济学》，将克拉克的资本概念传播到全球。
克拉克是经济学家约翰·莫里斯·克拉克的父亲。

## 主要的作品
- 《哲学财富：新制定的经济原则》 (1886年)
- 《资金及其收益》 (1888年)
- 《财富的分配：工资、利息和利润的理论》 (1899)
- 《基本经济理论》 (1907年)
- 《没有社会主义的社会正义》 (1914年)

## 延伸阅读
- 荷兰人，雅各布·H.(1927年). "约翰·贝茨·克拉克作为一个经济学家。" 在： 经济文章。纽约: 麦克米伦公司 第1-5页.